# Schuivenhuisje

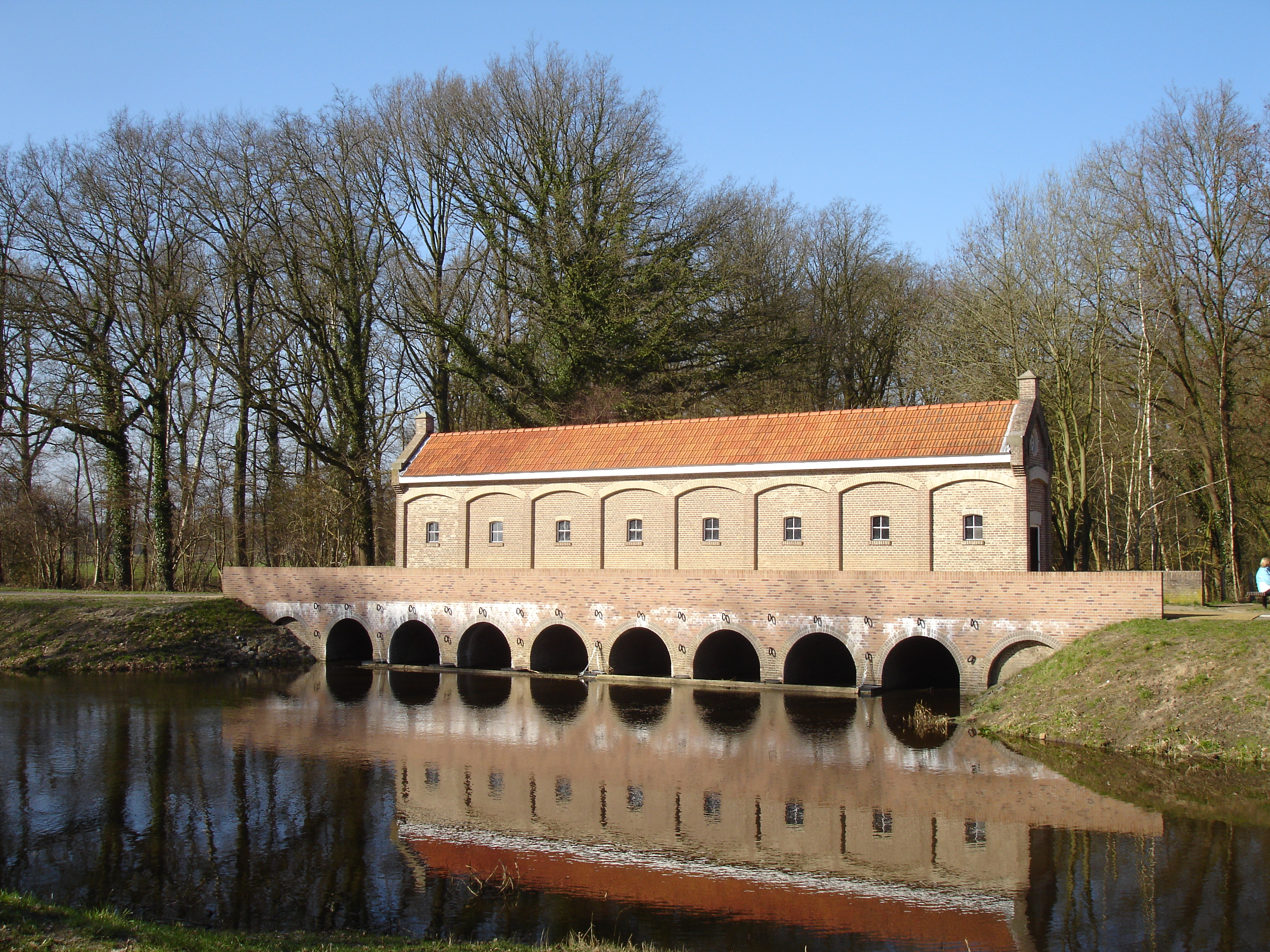
Schuivenhuisje

Das Schuivenhuisje (nl.: Schiebehaus, auch Dinkelhuisje genannt) ist ein Wehr in Denekamp in der niederländischen Provinz Overijssel.
Das Schuivenhuisje hat eine Länge von etwa 15 Metern und ist mit etwa 1,5 Metern recht schmal. Es wurde 1887 gebaut und hat den Status eines Rijksmonuments.
Über das Schuivenhuisje wurde die Wasserregulierung für den Nordhorn-Almelo-Kanal realisiert. Als die Schifffahrt auf diesem Kanal 1960 eingestellt wurde, verlor es seine Funktion. Im Jahr 2005 erfolgte eine grundlegende Restaurierung.